# El Porvenir (Chiapas)
El Porvenir é um município do estado do Chiapas, no México. A população do município calculada no censo 2005 era de 12.831 habitantes.